# Cerro Pájaro
Cerro Pájaro är en ort i Mexiko.   Den ligger i kommunen Ometepec och delstaten Guerrero, i den sydöstra delen av landet, 300 km söder om huvudstaden Mexico City. Cerro Pájaro ligger 154 meter över havet och antalet invånare är 209.
Terrängen runt Cerro Pájaro är huvudsakligen kuperad. Cerro Pájaro ligger nere i en dal. Runt Cerro Pájaro är det ganska tätbefolkat, med 116 invånare per kvadratkilometer. Närmaste större samhälle är Ometepec, 10,9 km väster om Cerro Pájaro. Omgivningarna runt Cerro Pájaro är en mosaik av jordbruksmark och naturlig växtlighet.